# Karan Johar
Karan Johar (in hindi करण जौहर) (Mumbai, 25 maggio 1972) è un attore, regista e produttore cinematografico indiano.

## Biografia
È il figlio di Yash Johar, il quale ha fondato la casa di produzione Dharma Productions, oggi gestita da Karan.
La sua attività a Bollywood è stata molto ricca: dopo gli inizi come attore a metà anni Novanta, si è dedicato alla regia e il suo esordio nel 1998 gli ha regalato ben otto premi ai Filmfare Awards.
Da ricordare il fatto che tutti i film da lui diretti iniziano con la lettera "K" e sono costituiti da quattro parole.

## Filmografia

### Sceneggiatore
- Kuch Kuch Hota Hai (1998)
- Kabhi Khushi Kabhie Gham (2001)
- Tomorrow May Never Come (Kal Ho Naa Ho) (2003)
- Non dire mai addio (Kabhi Alvida Naa Kehna) (2006)

### Regista
- Kuch Kuch Hota Hai (1998)
- Kabhi Khushi Kabhie Gham (2001)
- Non dire mai addio (Kabhi Alvida Naa Kehna) (2006)
- Il mio nome è Khan (My Name is Khan) (2009)
- Student of the Year (2012)
- Ae Dil Hai Mushkil (2016)
- Rocky aur Rānī kī prem kahānī (2023)

### Produttore
- Duplicate (1998)
- Kuch Kuch Hota Hai (1998)
- Kabhi Khushi Kabhie Gham (2001)
- Tomorrow May Never Come (Kal Ho Naa Ho) (2003)
- Kaal (2005) (co-produttore)
- Non dire mai addio (Kabhi Alvida Naa Kehna) (2006)
- Il mio nome è Khan (My Name is Khan) (2009)
- Agneepath (2012)
- Brothers (2015)
- Rocky aur Rānī kī prem kahānī (2023)

### Attore
- Dilwale Dulhania Le Jayenge (1995)
- Main Hoon Na (2004) - Titoli di coda
- Om Shanti Om (2007) - Titoli di coda